# Мандиана
Мандиана (на френски: Mandiana) е град в Източна Гвинея, регион Канкан. Административен център на префектура Мандиана. Населението на града през 2014 година е 25 791 души.